# Championnat de Biélorussie féminin de volley-ball
Le Championnat de Biélorussie de volley-ball féminin est la plus importante compétition biélorusse de volley-ball féminin organisé par la Fédération biélorusse de volley-ball (Bielorusskaia Federatsija Volejbola, BFV) ; il a été créé en 1992

## Palmarès
| Année | Champion                   | Finaliste                  | Troisième                 |
| ----- | -------------------------- | -------------------------- | ------------------------- |
| 1992  | Kommunalnik Minsk          | Ekran Gomel                | Vesnianka Hrodna          |
| 1993  | Kommunalnik Minsk          | Gomelchanka Gomel          | Mastra Minsk              |
| 1994  | Amkodor Minsk              | Enka Minsk                 | BBB-Université Gomel      |
| 1995  | Amkodor Minsk              | Gomeldrav Gomel            | Enka Minsk                |
| 1996  | Amkodor Minsk              | SCAF-RSHVSM Minsk          | Kovrovschik Brest         |
| 1997  | Amkodor Minsk              | Kovrovschik Brest          | Nadezhda Gomel            |
| 1998  | Amkodor Minsk              | Nadezhda Gomel             | Kovrovschik Brest         |
| 1999  | Amkodor RSHVSM Minsk       | Kovrovschik Brest          | Atlant Baranovitchi       |
| 2000  | Atlant Baranovitchi        | Belbusinessbank Minsk      | Gomeldrav Nadezhda Gomel  |
| 2001  | Belbusinessbank Minsk      | Atlant Baranovitchi        | Kovrovschik Brest         |
| 2002  | Kovrovschik Brest          | Belbusinessbank Minsk      | Ghani-RSHVSM Minsk        |
| 2003  | Kovrovschik Brest          | Belbusinessbank BSEU Minsk | Slavyanka RSHVSM Minsk    |
| 2004  | Belbusinessbank BSEU Minsk | Slavyanka RSHVSM Minsk     | Atlant Baranovitchi       |
| 2005  | Dinamo Slavyanka Minsk     | Belbusinessbank BSEU Minsk | Atlant Baranovitchi       |
| 2006  | Atlant Baranovitchi        | Belbusinessbank BSEU Minsk | Slavyanka-RTSOR Minsk     |
| 2007  | Minchanka BSEU Minsk       | Atlant Baranovitchi        | Kommunalnik Mogilev       |
| 2008  | Atlant Baranovitchi        | Kommunalnik Mogilev        | Minchanka BSEU Minsk      |
| 2009  | Atlant Baranovitchi        | Minchanka Minsk            | Nioman Hrodna             |
| 2010  | Minchanka Minsk            | Kommunalnik Mogilev        | Atlant Baranovitchi       |
| 2011  | Atlant Baranovitchi        | Minchanka Minsk            | Kommunalnik Mogilev       |
| 2012  | Atlant Baranovitchi        | Kommunalnik Mogilev        | Minchanka Minsk           |
| 2013  | GRSU Nioman Hrodna         | Atlant Baranovitchi        | Minchanka Minsk           |
| 2014  | Pribuzhje Brest            | Minchanka Minsk            | Atlant Baranovitchi       |
| 2015  | Zhemchuzhina Polesja       | Minchanka Minsk            | Pribuzhje Brest           |
| 2016  | Minchanka Minsk            | Zhemchuzhina Polesja       | Pribuzhje Lokomotiv Brest |
| 2017  | Minchanka Minsk            | Zhemchuzhina Polesja       | Kommunalnik GrGU          |
| 2018  | Minchanka Minsk            | Pribuzhje Brest            | Zhemchuzhina Polesja      |
| 2019  | Minchanka Minsk            | Pribuzhje Brest            | Zhemchuzhina Polesja      |
| 2020  | Minchanka Minsk            | Zhemchuzhina Polesja       | Pribuzhje Brest           |

## Bilan par club
| Club                   | Titres | Ville        | Année                                          |
| ---------------------- | ------ | ------------ | ---------------------------------------------- |
| Amkodor Minsk          | 8      | Minsk        | 1992, 1993, 1994, 1995, 1996, 1997, 1998, 1999 |
| VK Minsk               | 7      | Minsk        | 2007, 2010, 2016, 2017, 2018, 2019, 2020       |
| Atlant Baranovitchi    | 6      | Baranavitchy | 2000, 2006, 2008, 2009, 2011, 2012             |
| Belbusinessbank Minsk  | 2      | Minsk        | 2001, 2004                                     |
| Kovrovschik Brest      | 2      | Brest        | 2002, 2003                                     |
| Dinamo Slavyanka Minsk | 1      | Minsk        | 2005                                           |
| GRSU Nioman Hrodna     | 1      | Hrodna       | 2013                                           |
| Pribuzhje Brest        | 1      | Brest        | 2014                                           |
| Zhemchuzhina Polesja   | 1      | Mazyr        | 2015                                           |